# Nobelprijs (Clouseau)
Nobelprijs is een nummer van de Belgische band Clouseau uit 1996. Het is de tweede single van hun zevende studioalbum Adrenaline.
Het nummer werd een grote hit in Vlaanderen, en haalde de 2e positie in de Vlaamse Ultratop 50. In de Nederlandse Top 40 was het nummer echter minder succesvol, daar haalde het de 37e positie.